# Slag bij Bergen (1799)
De Slag bij Bergen op 19 september 1799, ook wel de Slag bij Bergen-Binnen genoemd, was een Frans-Bataafse overwinning tegen de Britten en Russen, die enkele weken daarvoor in Noord-Holland waren geland, om de voor de patriotten gevluchte Oranje stadhouder Willem V in zijn macht te herstellen.

## Achtergrond
De Brits-Russische troepenmacht van 32.000 man landde op 27 augustus 1799 in Noord-Holland, dat destijds deel uitmaakte van de Bataafse Republiek, een vazalstaat van revolutionair Frankrijk. Aanvankelijk verliep de strijd voorspoedig voor de geallieerden. Op 30 augustus werd de Nederlandse vloot bij Den Helder zonder slag of stoot veroverd en op 3 oktober werd Alkmaar bezet. De gecombineerde Brits-Russische troepen hadden al gauw een numerieke overmacht van 40.000 man tegen de 23.000 troepen van het verzwakte Frans-Bataafse leger. De hertog van York, die op 15 september aankwam en het opperbevel over de geallieerde troepen op zich nam, kwam met een gewaagd aanvalsplan om het Frans-Bataafse leger van verschillende kanten in te sluiten. Hij verdeelde zijn troepen in vier colonnes die langs verschillend wegen naar het zuiden zouden oprukken en de Frans-Bataafse troepen insluiten.
Op 19 september begonnen de vier colonnes op te rukken naar het zuiden. Een van de vier colonnes, bestaande uit 9000 Russen en 2500 Britten, zou onder bevel van de Russische generaal Hermann vanuit Petten en Krabbendam in de richting van Bergen marcheren.
De Bataafse troepen waren zo'n 12.000 man sterk, voornamelijk verschanst rond Langedijk. De Fransen onder generaal Brune hadden al hun eenheden in de Bataafse Republiek, zo'n 10.000 man, rond Alkmaar, Bergen, Schoorl en Egmond aan Zee geplaatst.

## Plan de campagne
De Britse en Russische bevelhebbers merkten dat de Bataafse troepen hun rechtervleugel ongedekt hadden gelaten. Een sterke aanval op deze rechterflank zou moeilijk door de Bataven te weren zijn. De Bataven hadden ook Amsterdam onverdedigd gelaten.
Het geallieerde aanvalsplan was als volgt: de linkercolonne zou de vijandelijke rechtervleugel langs de Zuiderzee terugdrijven. De rechtercolonne zou de vijand aanvallen vanaf het hoger gelegen Camperduin en Bergen innemen. De colonne in het rechtermidden zou zich, in samenwerking met de rechtercolonne, op de vijandelijke posities in Warmenhuizen en Schoorldam richten en de colonne in het linkermidden zou Oudkarspel veroveren om zo de hoofdweg naar Alkmaar in handen krijgen.
De vijandelijke linkerflank bevond zich op een voordelige positie, op de hoge duinen bij Petten. Het terrein waaronder de colonnes in het midden moesten bewegen werd elke 300 tot 400 meter onderbroken door brede sloten en kanalen. De Bataven hadden de bruggen die naar de aanvalsdoelen leidden onklaar gemaakt en allerlei obstakels geplaatst.

## Verloop

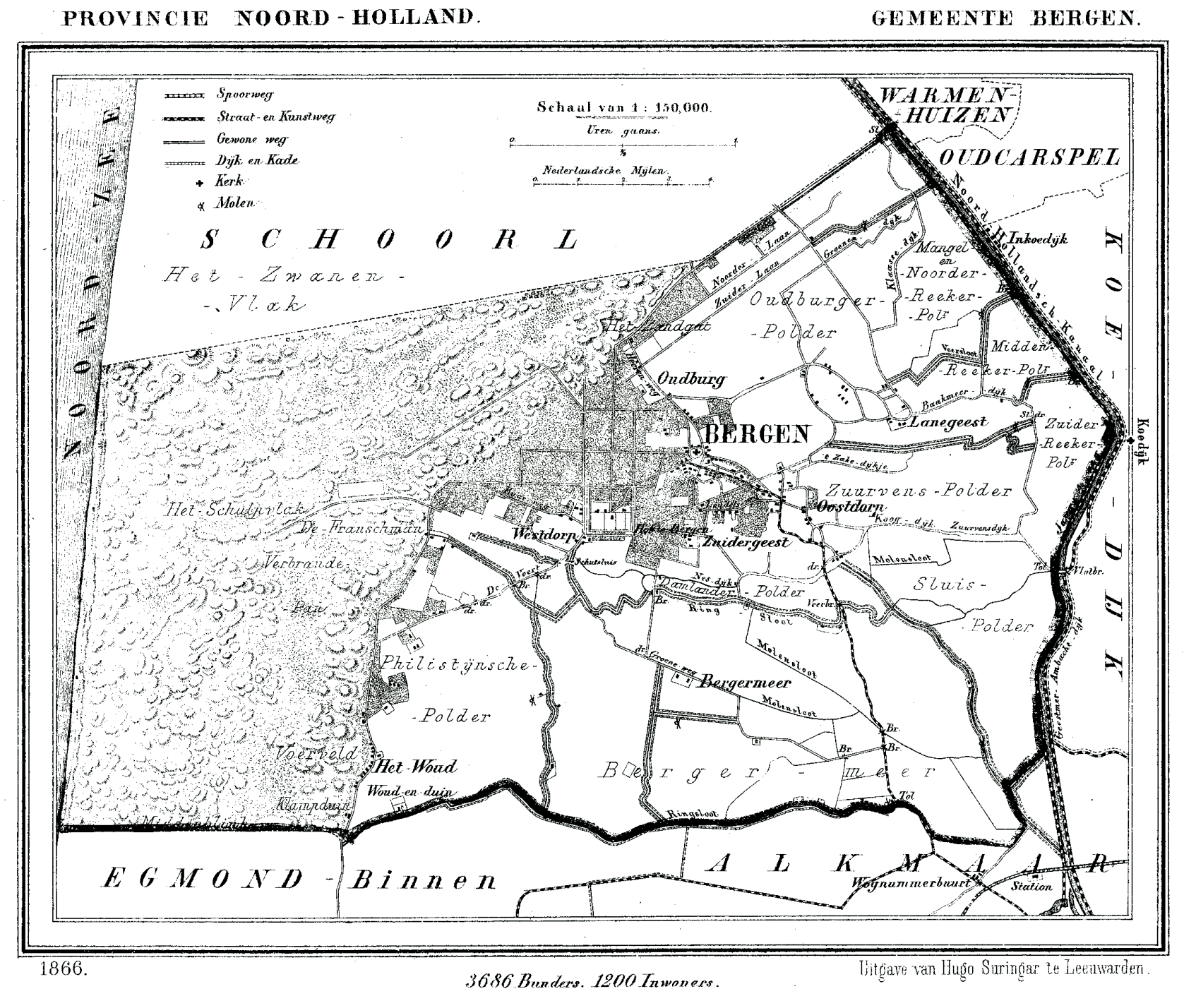
Kaart van Bergen en omgeving, 1866

De troepen onder bevel van Ralph Abercromby namen niet direct deel aan de veldslag, waardoor de geallieerde troepen die wel deelnamen niet meer dan 15.000 tot 18.000 man telden. Het korps onder bevel van Abercromby vertrok in de avond van 18 september, maar Abercromby's voortgang werd gehinderd door de slechte staat van de wegen en hij kwam vele uren later dan bedoeld aan in Hoorn. De doelen die deze colonne anders had kunnen bereiken zouden een wezenlijk effect op de uitkomst van de hele expeditie gehad kunnen hebben en hadden alleen bereikt kunnen worden terwijl de geallieerde troepen nog in de meerderheid waren.
De veldslag begon toen Russische troepen rond 8 uur 's ochtends op 19 september Bergen innamen. De Russen verwachtten steun van hun Britse bondgenoten, maar de Britten stonden die ochtend niet eens klaar om te vechten, omdat de Britse en Russische bevelhebbers vergeten waren hun horloges gelijk te zetten. Na korte tijd werden de Russen omcirkeld door de Fransen. De Russische generaals Hermann en Zherebtsov werden gevangengenomen en hun troepen werden teruggedwongen naar Schoorl, waaruit ze zich vervolgens ook moesten terugtrekken.
Bergen werd hernomen door generaal Manners' brigade, waarna versterkingen arriveerden in de vorm van twee Russische bataljons, generaal D’Oyley’s brigade en het Britse 35e infanterieregiment (35th Regiment of Foot) onder bevel van prins Willem van Gloucester. Wegens ammunitiegebrek en algehele uitputting van de troepen in dit gebied moesten de geallieerden zich weer naar Petten en de Zijpe terugtrekken.
Bij zonsopgang viel de colonne onder bevel van generaal Dundas het dorp Warmenhuizen aan, waar de Frans-Bataafse coalitie zich met een grote hoeveelheid artillerie had verschanst. Drie Russische bataljons onder bevel van generaal Sedmoratsky, komend van Krabbendam, bestormden de westkant van het dorp, terwijl een Brits regiment tegelijkertijd vanuit het oosten het dorp binnenviel. Twee Britse bataljons die eerder van Dundas' colonne waren afgesplitst en in de richting van Schoorldam gestuurd waren om het contact met de troepen van generaal Pulteney te behouden, voegden zich weer bij de rest van Dundas' troepen. Ook andere versterkingen voegden zich bij Dundas en de hele troepenmacht rukte op en nam Warmenhuizen in. Ondanks vijandelijk artillerievuur hielden de troepen van Dundas het dorp in handen tot het einde van de veldslag.
De colonne in het linkermidden wist, ondanks tegenstand door het grootste deel van de Bataafse troepen (onder bevel van generaal Daendels), Oudkarspel in te nemen, waarbij de geallieerden een directe route naar Alkmaar in handen kregen. Abercromby had ook succes gehad en Hoorn, aan de Zuiderzee, ingenomen. Hij was nu in een gunstige positie om te draaien en de Frans-Bataafse rechterflank aan te vallen. Door de terugtrekking uit Bergen werd het echter nodig geacht om ook Abercromby's troepen terug te trekken naar hun startpositie.
De sterkte van de colonne die Bergen aanviel zou meer dan genoeg zijn geweest om de veldslag te winnen, als de troepen maar op een juiste manier waren ingezet. De colonne was groter dan de troepen die de Fransen en Bataven konden inzetten, maar de colonne bewoog als een grote massa over moeilijk terrein en beschermde haar flanken niet. Ook begon de actie lang voor de zon opkwam, ondanks orders om te wachten tot zonsopgang, waardoor de geallieerde troepen door eigen vuur waarschijnlijk meer verliezen onder hun eigen troepen veroorzaakten dan onder die van de vijand.

## Verliezen
Aan beide kanten waren de verliezen zwaar:
- Brits: 6 officieren, 2 sergeanten en 109 soldaten dood; 43 officieren, 20 sergeanten, 2 drummers en 345 soldaten gewond; 22 sergeanten, 5 drummers en 463 soldaten vermist
- Russisch: 1741 soldaten en lage officieren en 44 hogere officieren dood of gevangengenomen; 1225 gewond, waaronder 49 officieren.
- Frans en Bataafs: 3000 krijgsgevangenen, waaronder 60 officieren; 16 kanonnen buitgemaakt.

## Nasleep
De nieuwe Russische bevelhebber, Michail Koetoezov, die in alle haast uit Sint-Petersburg was vertrokken om het Russische opperbevel over te nemen, was in Hamburg toen hij bericht kreeg over de nederlaag bij Bergen. Hij beschouwde de hele veldtocht als een mislukking en keerde terug naar Rusland.
De Frans-Bataafse troepen namen alle posities waaruit ze verdreven waren weer in. Hun defensieve linie was nu beschermd door een aantal inundaties aan rechterzijde. De ruimte tussen Alkmaar en de Zuiderzee kon zo door een relatief kleine troepenmacht gedekt worden. Ook werden troepen in stelling gebracht om Amsterdam aan de landzijde te beschermen. De rest van het leger, met recent aangekomen versterkingen, was geconcentreerd tussen Langedijk en de Noordzee. In Oudkarspel werden de verdedigingswerken verder versterkt en werd het omringende land onder water gezet. Ook de verdedigingswerken van Schoorldam en Koedijk werden versterkt.
De volgende belangrijke veldslag was de Slag bij Castricum op 6 oktober. Na deze gevoelige nederlaag trokken de geallieerden zich terug uit Noord-Holland.

## Herdenking
Plaatsnamen in Bergen als de Russenweg, het Slagduin en boerderij De Franschman herinneren nog aan de veldslag. Ook de vele kogelgaten en -inslagen in de Ruïnekerk van Bergen zijn nog een overblijfsel van de slag.
Ter herdenking aan de veldslag werd in 1901 het Russisch Monument in het centrum van Bergen geplaatst. Het monument, op de hoek van de Russenweg en de Notweg, is in de vorm van een Russisch kruis. In vergulde letters staat hierop te lezen: "Ter eeuwige gedachtenis aan de Russische krijgers gevallen bij Bergen op de 8e en 21e september van het jaar 1799". Volgens de Oranje geschiedenisopvatting ging het immers niet om een invasie van buitenlandse legers, maar om een bevrijdingsoorlog. 
Op 12 september 2009, ter gelegenheid van het 210-jarige jubileum van de veldslag, werd een herdenkingsceremonie bij het monument gehouden, in aanwezigheid van Russische, Franse, Britse en Nederlandse hoogwaardigheidsbekleders. De Franse defensieattaché in Nederland legde een krans bij het monument.
In Gemeentemuseum Het Sterkenhuis in Bergen was in 2009 een tentoonstelling te zien met bodemvondsten die te maken hebben met de Slag bij Bergen. In het museum is ook een gedramatiseerd schilderij van de strijd rond de kerk te zien.
Eerste Stockach · Cassano · Eerste Zürich · Montebello · Trebbia · Novi · Bergen · Tweede Zürich · Castricum · Genua · Tweede Stockach · Marengo · Höchstädt · Hohenlinden · Kopenhagen · Algeciras · Alexandrië